# Bundesstraße 13
Pour les articles homonymes, voir B13 et Route 13.
La Bundesstraße 13 (abrégé en B 13) est une longue Bundesstraße en Bavière. Elle relie la ville de Wurtzbourg en Basse-Franconie aux Alpes près de la frontière autrichienne, en passant par Ingolstadt et Munich. 
Longue de 342 km, elle traverse les arrondissements suivants : 
- District de Basse-Franconie
  - Ville de Wurtzbourg
  - Arrondissement de Wurtzbourg
  - Arrondissement de Kitzingen
- District de Moyenne-Franconie
  - Arrondissement de Neustadt an der Aisch-Bad Windsheim
  - Arrondissement d'Ansbach
  - Arrondissement de Weissenburg-Gunzenhausen
- District de Haute-Bavière
  - Arrondissement d'Eichstätt
  - La ville d'Ingolstadt
  - Arrondissement de Pfaffenhofen an der Ilm
  - Arrondissement de Dachau
  - Arrondissement de Freising
  - Arrondissement et ville de Munich
  - Arrondissement de Miesbach
  - Arrondissement de Bad Tölz-Wolfratshausen